# Richard Wellesley
Richard Colley Wesley, posteriormente Wellesley, I marqués de Wellesley (20 de junio de 1760-26 de septiembre de 1842), fue un político y diplomático británico, el hijo mayor de Garret Wesley, I conde de Mornington en la Nobleza de Irlanda, y hermano de Arthur Wellesley, I duque de Wellington.

## Educación y primeros años en política
Nativo de Dangan Castle, County Meath (Irlanda) fue educado en el Eton College, y en el Colegio Christ Church de la Universidad de Oxford. A la muerte de su padre en 1781 se convirtió en 2º Conde de Mornington, ocupando su asiento en la Cámara de los Lores de Irlanda. En 1784 accedió a la Cámara de los Comunes del Parlamento Británico. Poco después fue nombrado Lord del Tesoro por William Pitt, el joven. En 1793 se convirtió en miembro de la Junta de Control sobre asuntos de la India; y, aunque es conocido por sus discursos en defensa de la política exterior de Pitt, fue ganando conocimiento de los asuntos de la zona, lo que le ayudó a partir de 1797, cuando aceptó el cargo de Gobernador General de la India.

### Trabajo en la India

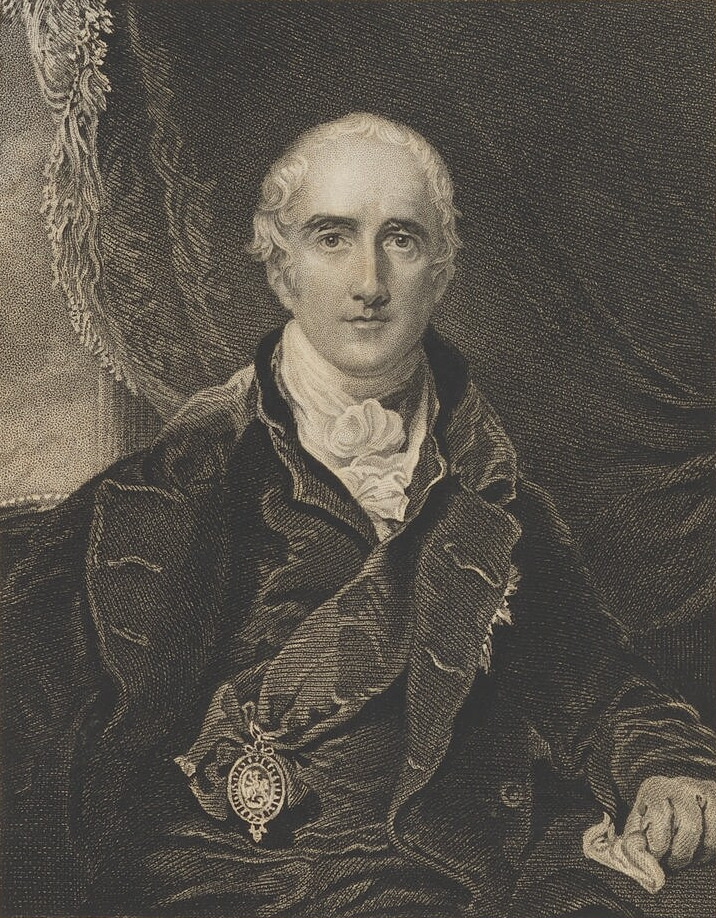
Richard Wellesley, Marqués Wellesley.

Tras la pérdida de sus colonias en América del Norte, la política de Lord Mornington se encaminó a la creación de un gran imperio en la India; la rivalidad existente con Francia, con la que mantenía una continua lucha por la hegemonía en Europa, hizo que el mandato de Mornington se caracterizara por una enorme y rápida extensión del poder británico. Robert Clive y Warren Hastings consiguieron conquistar y consolidar la hegemonía británica en la India, pero Mornington consiguió extenderla hasta el nivel de un imperio. Durante su viaje hacia la India, diseñó un plan para aniquilar la influencua francesa en el Decán. Poco después de su llegada, en abril de 1798, tuvo noticias de una alianza negociada entre el Sultán Fateh Ali Tippu y la República Francesa. Mornington decidió anticiparse a los movimientos de sus enemigos, y ordenó prepararse para la guerra. Su primer paso fue provocar la desbandada de las tropas francesas organizadas por Nizam de Hyderabad. A continuación, siguió con la invasión de Mysore en febrero de 1799, y finalmente la conquista de Srirangapatna el 4 de mayo de 1799 y la muerte del Sultán Tippu. En 1803, la restauración de los Peshwa fueron el preludio para la guerra Segunda Guerra Anglo-Maratha contra los Sind y el rajá de Berar, en la cual su hermano Arthur tuvo un importante papel. Como resultado de esa guerra y de los tratados firmados a su finalización, Francia perdió toda su influencia en la India, pasando todos sus dominios a manos británicas, y los poderes de los Maratha y todos los príncipes se vieron reducidos hasta quedar bajo la autoridad dominante británica.
Fue un gran administrados, y tuvo a dos de sus hermanos como ayudantes: Arthur fue su consejero militar, y Henry fue su secretario personal. Fundó Fort William, un centro destinado a las tareas de gobierno del territorio, creando la oficina del Gobernador General. También intentó quitar algunas de las restricciones al comercio existentes entre Inglaterra y la India. Estas medidas no gustaron a la junta de directores de la Compañía, y le obligaron a dimitir de su cargo en el otoño de 1805.
En 1799 había sido nombrado Marqués Wellesley.

### Guerras Napoleónicas
Con la caída de la coalición gubernamental en 1807 Wellesley fue invitado por el Rey Jorge III a unirse al gabinete del Duque de Portland, pero declinó la invitación debido a la polémica existente en esos momentos en el Parlamento con respecto a su administración en la India. Tanto la Cámara de los Comunes como la de los Lores estaban estudiando en esos momentos resoluciones acusándole de abuso de poder, pero todas fueron derrotadas por amplia mayoría.
En 1809 Wellesley fue nombrado embajador en España. Llegó a Cádiz justo después de la Batalla de Talavera, e intentó sin éxito establecer una cooperación entre el gobierno británico y su hermano, quien había sido obligado a retirarse a Portugal. Pocos meses después, tras el duelo entre George Canning y Robert Stewart, y la renuncia de ambos, Wellesley aceptó el cargo de Secretario de Estado de Asuntos Exteriores en el gabinete de Spencer Perceval. El puesto de embajador en España lo ocupó su hermano Henry Wellesley.
Ocupó ese cargo hasta febrero de 1812, cuando se retiró, en parte por el inadecuado apoyó otorgado a Wellington por el ministro, pero también por su convicción de que la cuestión de la Emancipación Católica no podía ser mantenida en segundo plano.

### Irlanda y sus últimos años

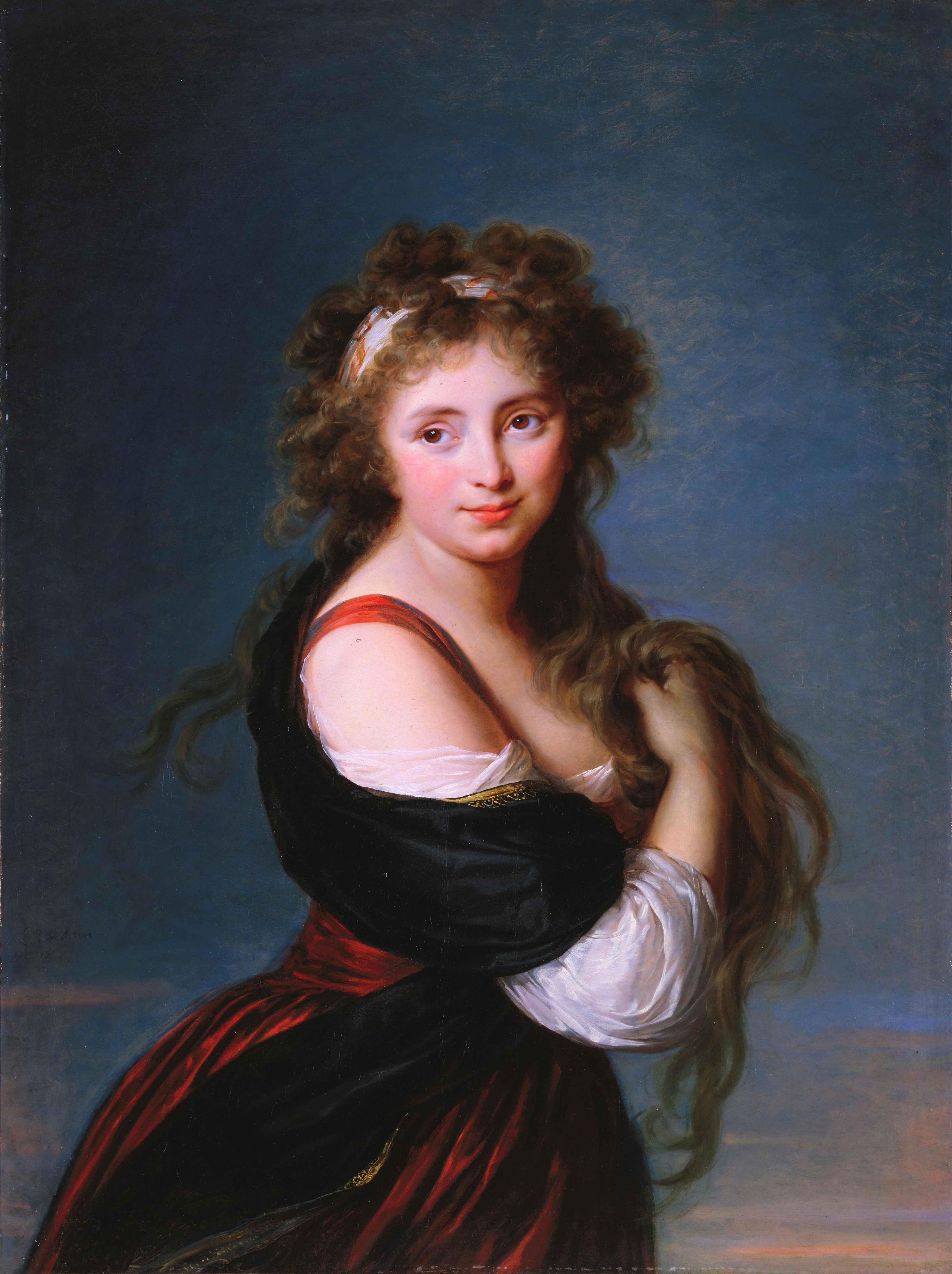
Hyacinthe-Gabrielle Roland pintada por Élisabeth Vigée-Lebrun en 1791.

En 1821 fue nombrado Señor Teniente de Irlanda, o lo que viene a ser lo mismo, máximo representante de la Corona británica en tierras irlandesas. Estuvo en el cargo hasta 1828, y volvió a ocuparlo entre 1833 y 1835.
A su muerte en 1842, no tuvo sucesor en el Marquesado, pasando el resto de títulos a su hermano William, Lord Maryborough.
Wellesley vivió durante muchos años junto a Hyacinthe-Gabrielle Roland, una actriz del Palais Royal. Se casaron el 29 de noviembre de 1794, cuando ella ya tenía cinco hijos.
Tras la muerte de su mujer en 1816, Wellesley volvió a casarse el 29 de octubre de 1825 con la viuda Marianne (Caton) Patterson, con quien no tuvo hijos.
Wellesley es uno de los 32 tatara-tatara-tatara abuelos de la Reina Isabel II.
- Datos: Q335205
- Multimedia: Richard Wellesley, 1st Marquess Wellesley / Q335205